# Articulación fibrosa
 En anatomía, las articulaciones fibrosas son articulaciones unidas por tejido fibroso, compuesto principalmente por colágeno. Son articulaciones fijas en las que los huesos están unidos por una capa de tejido fibroso blanco de grosor variable. En el cráneo las articulaciones entre los huesos se denominan sutura. Estas articulaciones inamovibles también se denominan sinartrosis.

## Tipos
La mayoría de las articulaciones fibrosas también se denominan "fijas" o "inmóviles". Estas articulaciones no tienen cavidad articular y están conectadas mediante tejido conectivo fibroso.
Los huesos del cráneo están conectados por articulaciones fibrosas llamadas suturas. En los cráneos fetales las suturas son anchas para permitir un ligero movimiento durante el nacimiento. Posteriormente se vuelven rígidas (sinartrosis).
Algunos de los huesos largos del cuerpo, como el radio y el cúbito del antebrazo están unidos por una sindesmosis (a lo largo de la membrana interósea). Las sindesmosis son ligeramente móviles (anfiartrosis). La articulación tibiofibular distal es otro ejemplo.
Una gonfosis es una articulación entre la raíz de un diente y el alveolo dental en el maxilar o mandíbula. (huesos de la mandíbula).

## Suturas

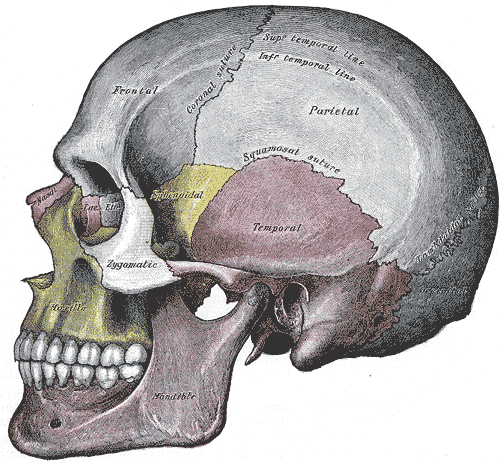
Vista lateral del cráneo

Suturas laterales del cráneo humano derecho

Una sutura es un tipo de unión fibrosa que sólo se encuentra en el cráneo (sutura craneal). Los huesos están unidos por fibras de Sharpey. En las suturas se permite una pequeña cantidad de movimiento, lo que contribuye lo que contribuye a la conformidad y elasticidad del cráneo. Estas articulaciones son sinartrosis. Es normal que muchos de los huesos del cráneo permanezcan sin fusionar al nacer. La fusión de los huesos del cráneo antes del nacimiento se conoce como craneosinostosis. El término "fontanela" se utiliza para describir los "puntos blandos" resultantes. Las posiciones relativas de los huesos siguen cambiando durante la vida del adulto (aunque con menos rapidez), lo que puede proporcionar información útil en medicina forense y arqueología. En la vejez, las suturas craneales pueden osificarse (convertirse en hueso) por completo. Las articulaciones entre los dientes y los maxilares (gonfosis) y la articulación entre la mandíbula y el cráneo, la articulación temporomandibular, forman las únicas articulaciones no suturadas del cráneo.

### Tipos de suturas
- Suturas planas: los bordes de los huesos están al ras, como en una articulación a tope normal. Por ejemplo, la sutura internasal.
- Suturas limbosas - los bordes están biselados de manera que el plano de la sutura está inclinado como en una articulación a inglete. Por ejemplo: sutura temporo-parietal.
- Esquindilesis- formadas por dos huesos que encajan entre sí de forma similar a una articulación de brida. Por ejemplo, la sutura palatomaxilar.
- Suturas denticuladas - los bordes encajan entre sí como en una articulación dentada recta . Por ejemplo: sutura lambdoidea.
- Suturas dentadas: similares a la sutura denticulada, pero las regiones de enclavamiento son dentadas en lugar de cuadradas. Por ejemplo: sutura coronal.

### Lista de suturas

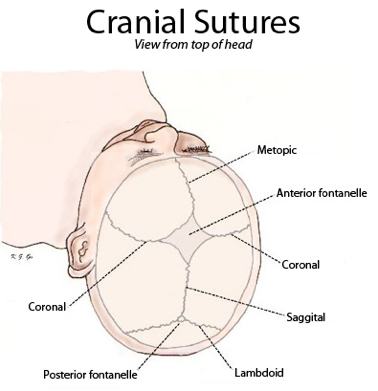
Suturas craneales vistas desde la parte superior de la cabeza

La mayoría de las suturas reciben el nombre de los huesos que articulan, pero algunas tienen nombres especiales propios.

#### Visibles desde el lateral
- Sutura coronal - entre los huesos frontal y parietal
- Sutura lambdoidea - entre los huesos parietal y occipital y continua con la sutura occipitomastoidea
- Sutura occipitomastoidea - entre los huesos occipital y temporal y continua con la sutura lambdoidea
- Sutura esfenofrontal
- Sutura esfenoparietal
- Sutura esfeno-escamosa
- Sutura esfenocigomática
- Sutura escamosa - entre el hueso parietal y el temporal
- Sutura temporocigomática
- Sutura frontocigomática

#### Visibles de frente o por encima
- Sutura frontal / sutura metópica - entre los dos huesos frontales, antes de la fusión de los dos en un solo hueso
- Sutura sagital - a lo largo de la línea media, entre los huesos parietales

#### Visibles desde abajo o desde dentro
- Sutura frontoetmoidal
- Sutura petrosa
- Sutura esfenoetmoidal
- Sutura esfenopetrosa

### Galería

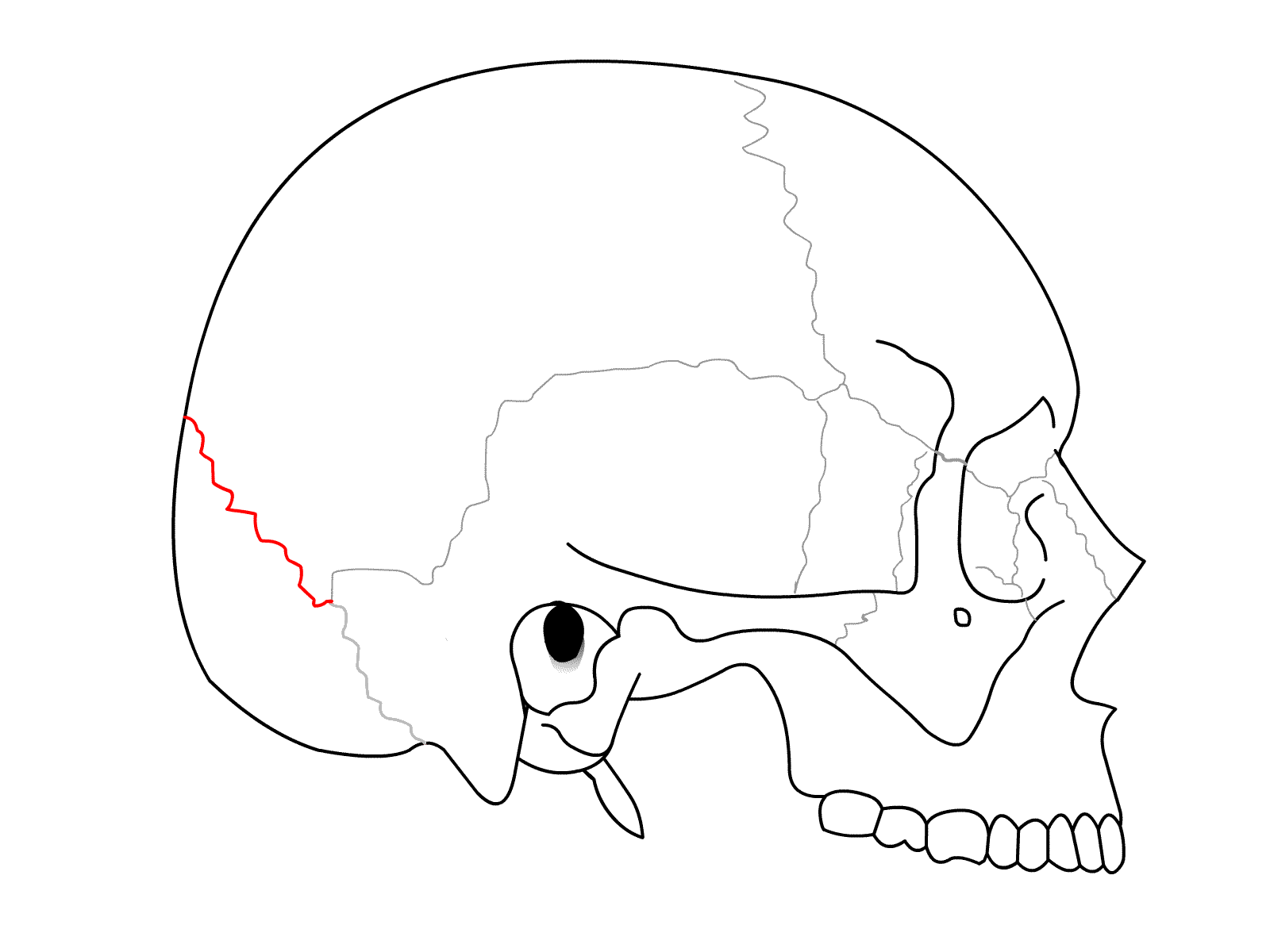
Sutura lambdoidea
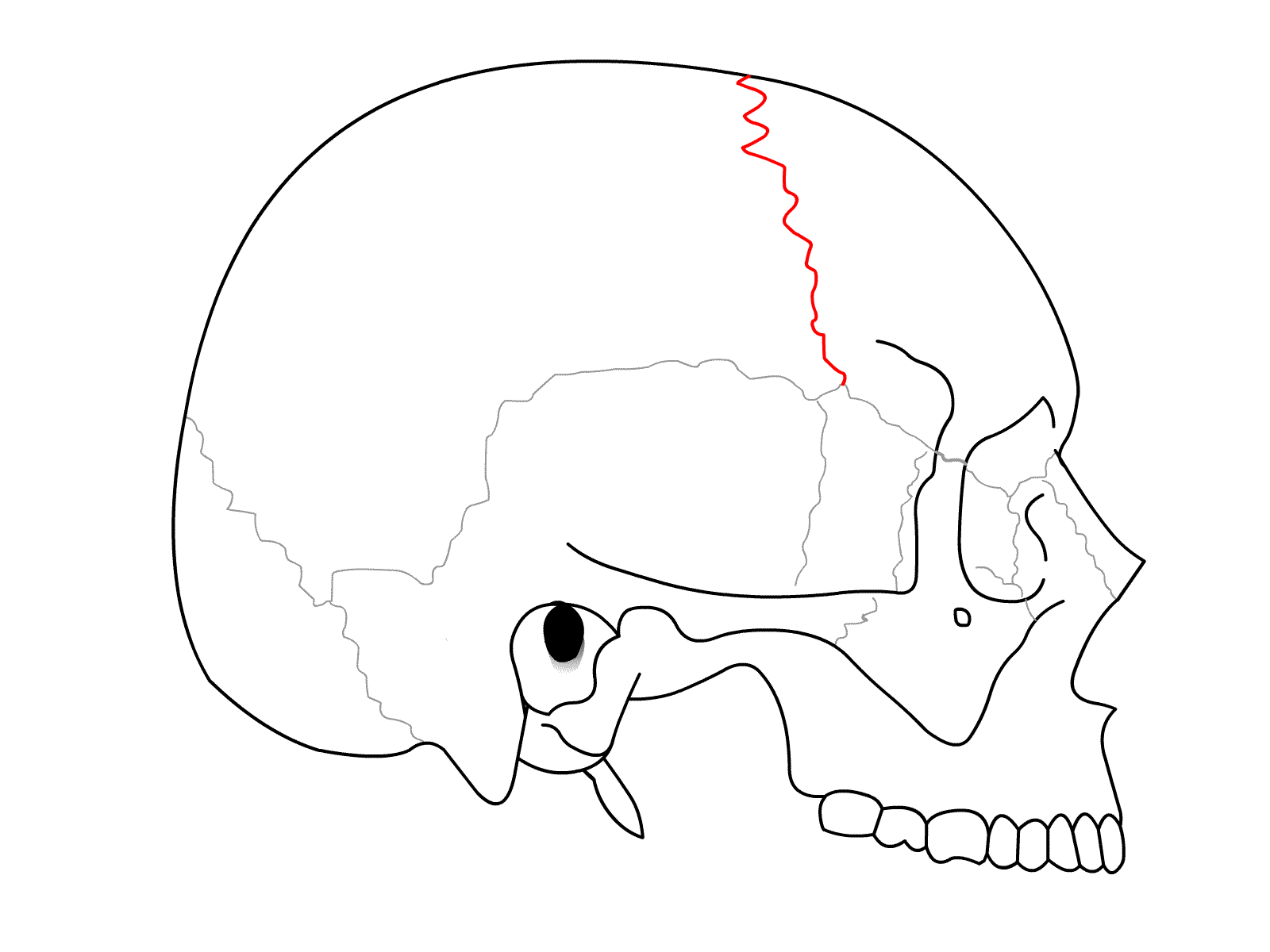
Sutura coronal
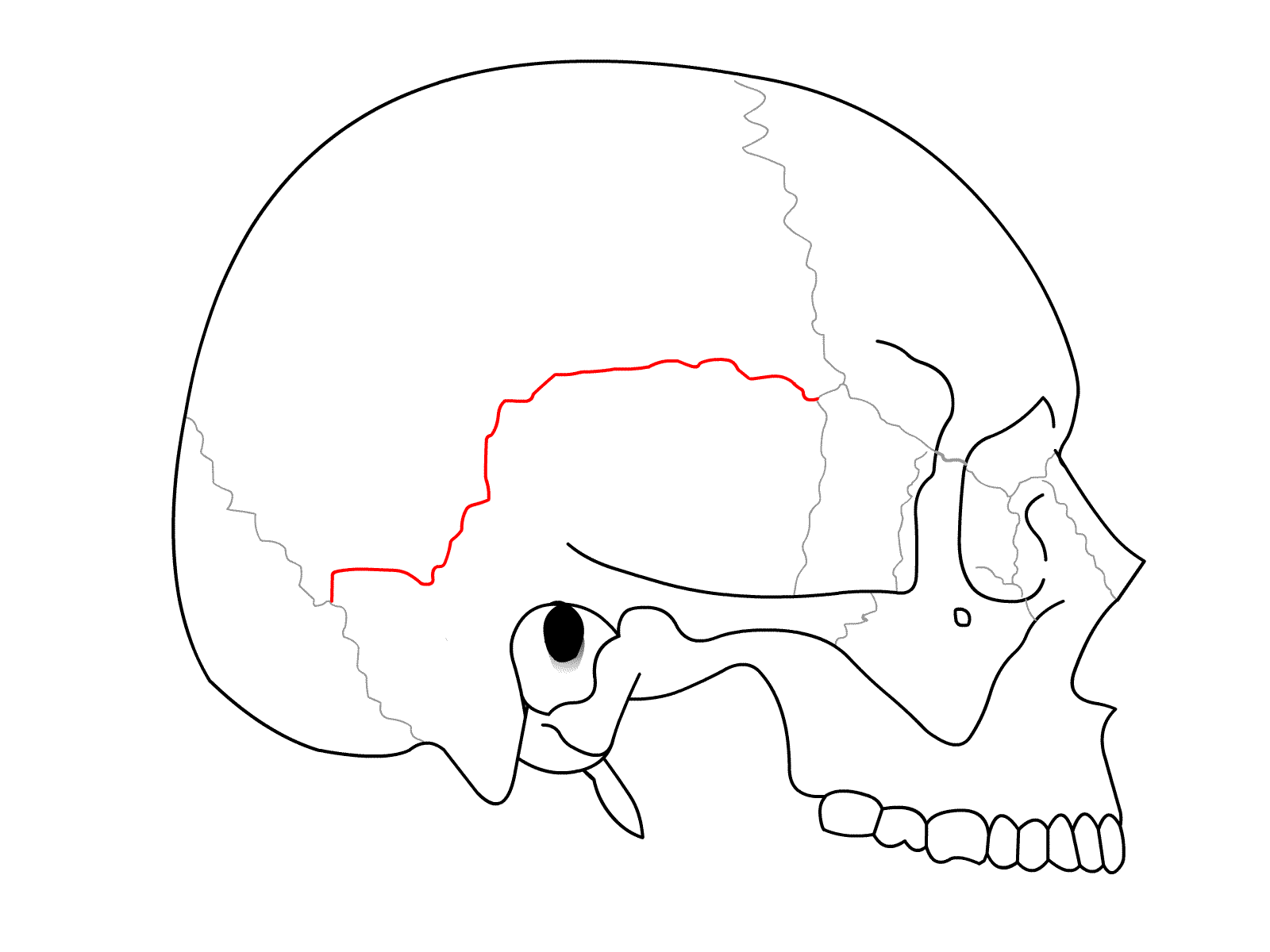
Sutura escamosa
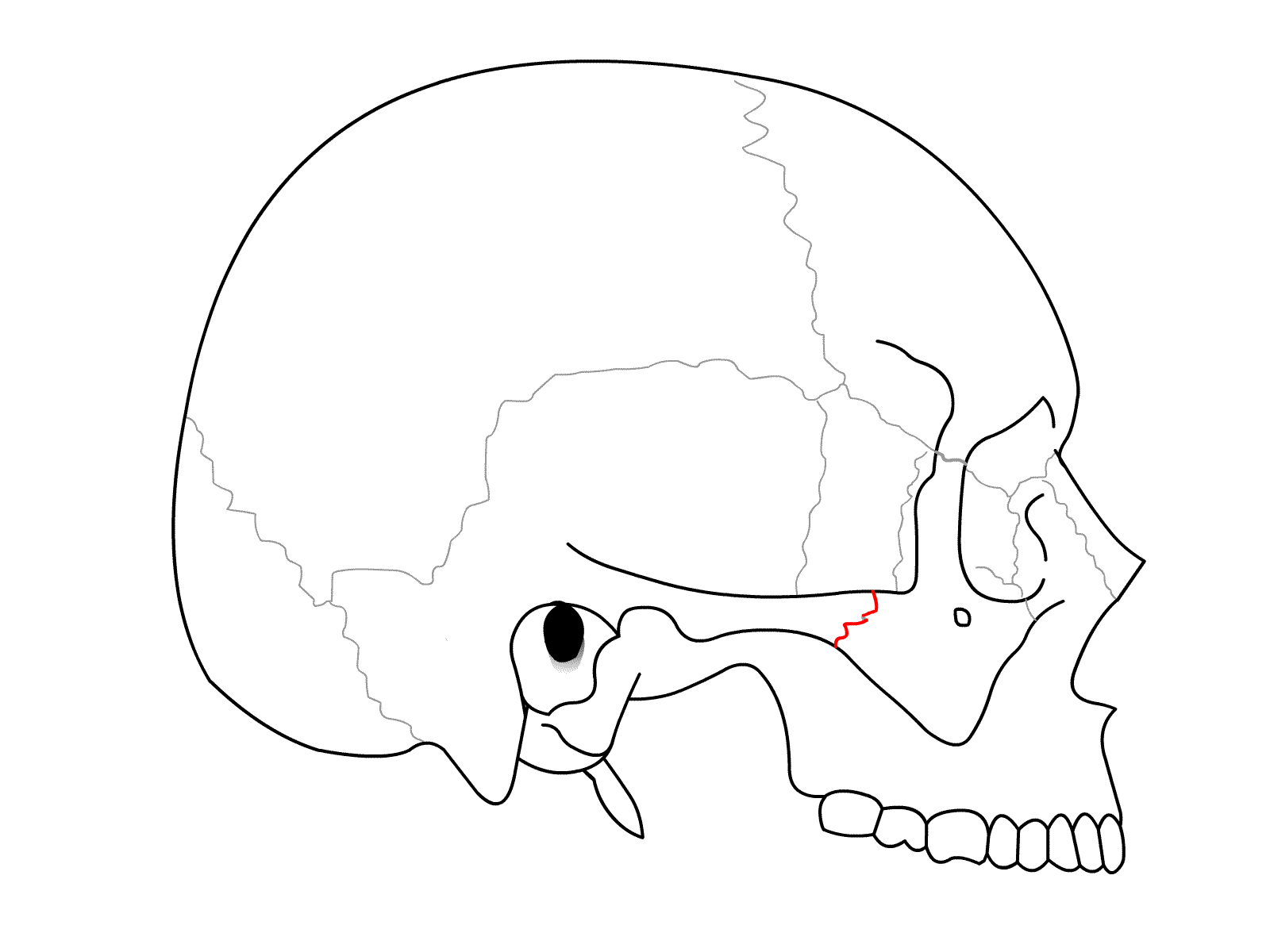
Sutura cigomático-temporal
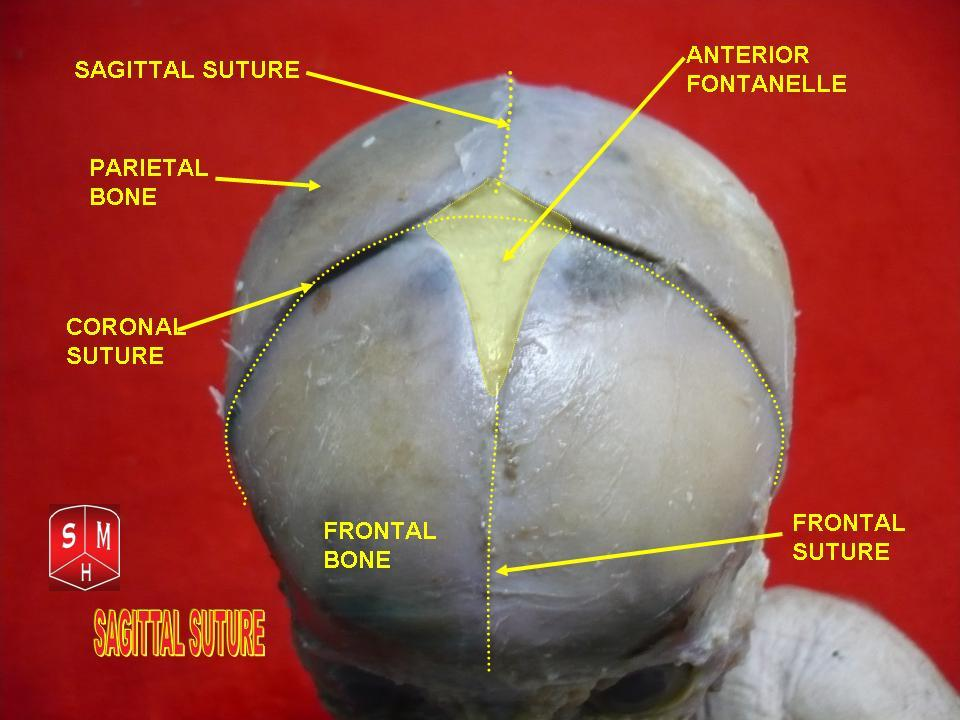
Sutura sagital.
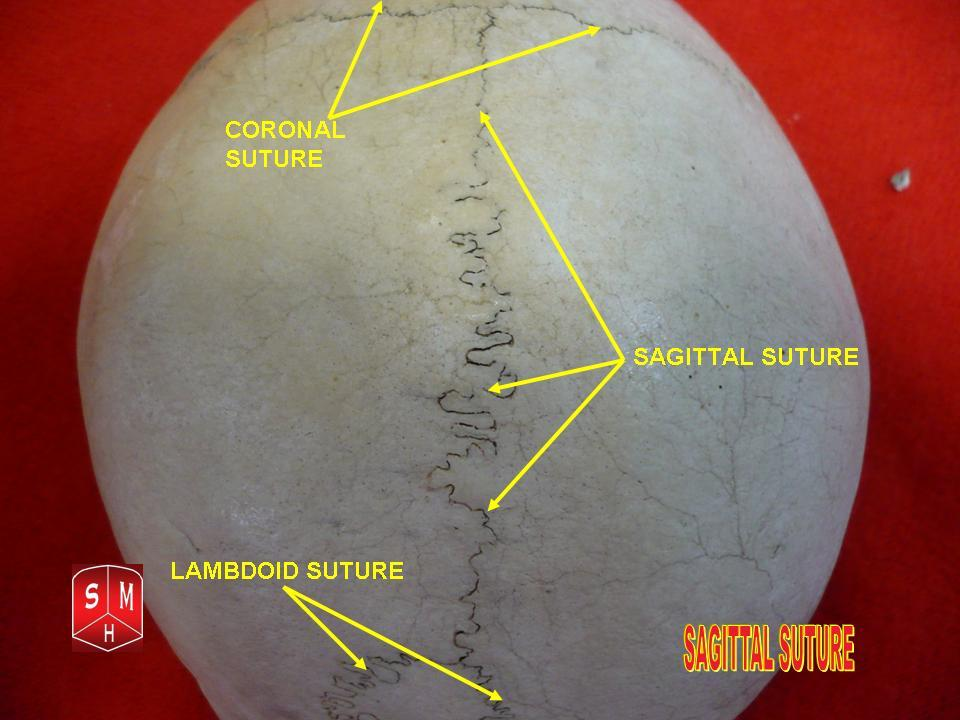
Sutura sagital.
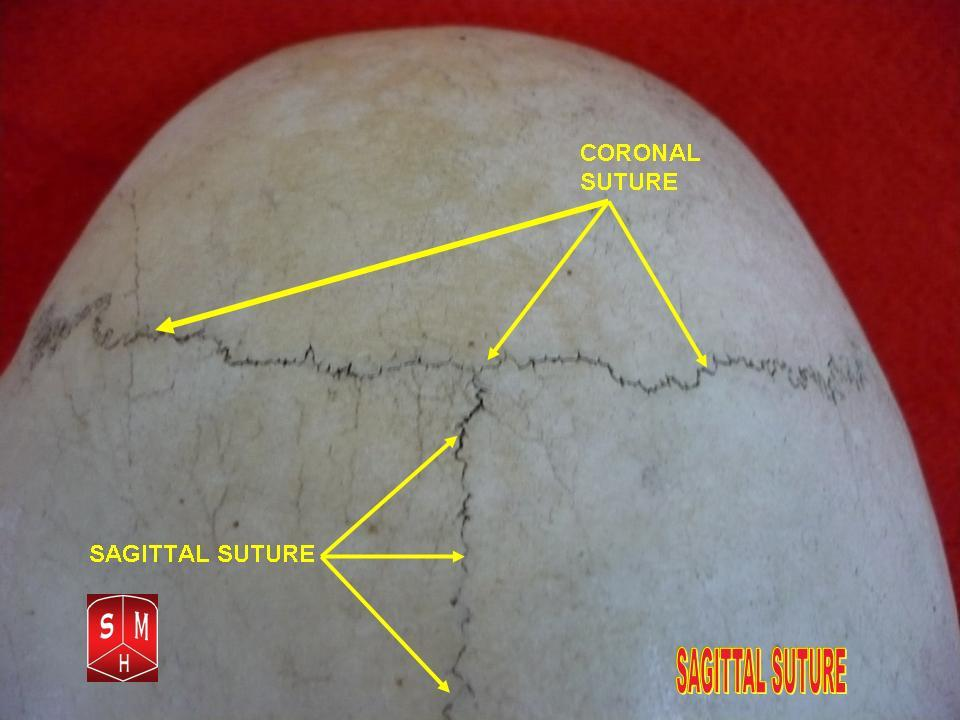
Sutura sagital.
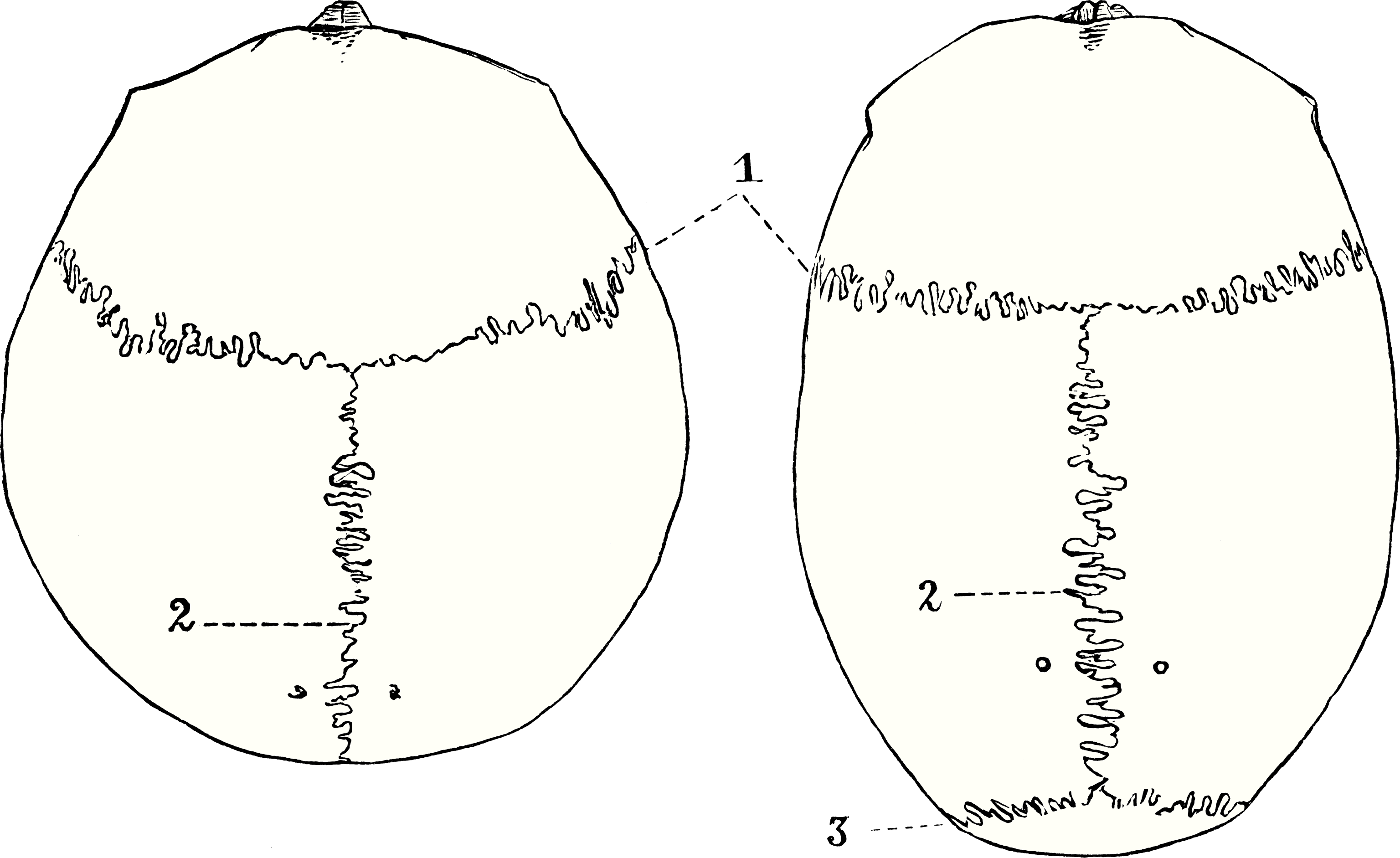
Vista superior de la sutura craneal.

## Sindesmosis
Una sindesmosis es una articulación fibrosa ligeramente móvil en la que huesos como la tibia y el peroné están unidos por tejido conectivo. Un ejemplo es la articulación tibiofibular distal. Las lesiones de la sindesmosis del tobillo se conocen comúnmente como "esguince de tobillo alto". Aunque la sindesmosis es una articulación, en la literatura se utiliza el término lesión sindesmótica para describir la lesión de los ligamentos sindesmóticos. Viene del griego σύν, syn (que significa "con") y δεσμός, desmos (que significa "una banda"). Los esguinces sindesmóticos han recibido un reconocimiento cada vez mayor durante los últimos años debido a un mayor conocimiento del mecanismo, los síntomas y los signos de la lesión.

### Diagnóstico de una lesión sindesmótica
El diagnóstico de las lesiones de la sindesmosis mediante la exploración física suele ser sencillo. Los hallazgos de la exploración física que suelen ser positivos incluyen la prueba de compresión y la prueba de rotación externa. Los pacientes con lesiones de la sindesmosis de alto grado a menudo no pueden realizar una elevación del talón con una sola pierna. Los pacientes informan de dolor en diversos grados sobre la articulación distal anterior y a menudo posterior del peroné.

### Desgarro sindesmótico
Varios autores clasifican la gravedad de la lesión por sindesmosis aguda de grado I a III. Una lesión de grado I es una rotura parcial del ligamento tibiofibular anteroinferior, lo que significa que las pruebas de exorotación y compresión son negativas para este grado. La lesión de grado II es una rotura completa del ligamento tibiofibular anteroinferior y del ligamento interóseo inferior, lo que significa que la prueba de compresión y la exorotación son positivas. Esto hace que la lesión se estabilice con inmovilización pero no se estabilice operativamente. Una lesión de grado III es una rotura completa del ligamento tibiofibular anteroinferior que incluye una rotura (parcial) del ligamento interóseo y una avulsión del ligamento deltoideo, lo que significa que la articulación es inestable y positiva en las pruebas de exorotación y compresión. Este grado requiere una estabilización quirúrgica. Si la sindesmosis se desgarra como consecuencia de una fractura ósea, los cirujanos a veces fijan los huesos correspondientes con un tornillo sindesmótico, sustituyendo temporalmente la sindesmosis, o con una fijación en TightRope lo que se denomina procedimiento de sindesmosis. El tornillo inhibe el movimiento normal de los huesos y, por tanto, de la(s) articulación(es) correspondiente(s). Cuando la articulación natural está curada, el tornillo puede retirarse. Por otro lado, la fijación en TightRope con sutura de hilo de fibra elástica permite el movimiento fisiológico del tobillo y puede ser permanente.

## Gonfosis

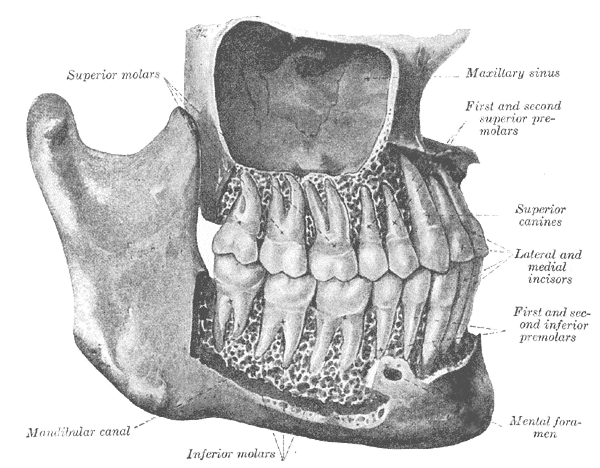
Los dientes, vistos desde la derecha

Una gonfosis, también conocida como dentoalveolar sindesmosis, es una articulación que une el dientes a los alvéolos dentales óseos en el hueso maxilar y la mandíbula. La conexión fibrosa entre un diente y su alveolo es un ligamento periodontal. Concretamente, la conexión se realiza entre el maxilar o la mandíbula con el cemento del diente.
El movimiento de una gonfosis es mínimo, aunque se puede conseguir un movimiento considerable con el tiempo, lo que constituye la base del uso de brackets para realinear los dientes.  La articulación puede considerarse una sinartrosis.
La gonfosis es el único tipo de articulación en el que un hueso no se une a otro hueso, ya que los dientes no son técnicamente huesos.  En la clasificación moderna de las articulaciones, más anatómica, la gonfosis se considera simplemente una articulación fibrosa porque el tejido que une las estructuras es ligamentoso. Se ha sugerido que esta unión permanente de tejidos blandos fue un requisito crítico en la evolución del colmillo de los mamíferos (sinápsidos). Una gonfosis es una articulación fibrosa especializada en la que una apófisis cónica o clavija de un hueso encaja en un orificio o cavidad de otro hueso. (gomphos es una palabra griega que significa perno). Una pequeña cantidad de tejido fibroso mantiene unidos los huesos. En estas articulaciones de clavija y encaje no es posible ningún movimiento.